# Libéma Open 2024
Libéma Open 2024 byl tenisový turnaj hraný na profesionálních okruzích mužů ATP Tour a žen WTA Tour v Autotron parku. Třicátý třetí ročník Libéma Open probíhal mezi 10. a 16. červnem 2024 v nizozemském Rosmalenu u 's-Hertogenbosche na travnatých dvorcích.
Mužská polovina dotovaná 767 445 eury patřila do kategorie ATP Tour 250. Ženská část s rozpočtem 232 244 eur byla součástí WTA 250. Nejvýše nasazenými singlisty se stali devátý hráč žebříčku Alex de Minaur z Austrálie a světová pětka Jessica Pegulaová. Američanka se vrátila na okruh po zranění krku, když naposledy předtím zasáhla do dubnového Billie Jean King Cupu 2024. Jako poslední přímí účastníci do hlavních soutěží nastoupili španělský 85. tenista pořadí Roberto Bautista Agut a 90. hráčka klasifikace Paj Čuo-süan z Číny. Bývalá světová jednička Naomi Ósakaová odehrála první turnaj na trávě za předchozích pět let.
V důsledku invaze Ruska na Ukrajinu na konci února 2022 řídící organizace tenisu ATP, WTA a ITF s grandslamy rozhodly, že ruští a běloruští tenisté mohli dále na okruzích startovat, ale do odvolání nikoli pod vlajkami Ruska a Běloruska.
Devátý singlový titul na okruhu ATP Tour vybojoval 25letý Alex de Minaur, který se poprvé v kariéře posunul na 7. místo žebříčku. Pátou trofej z dvouhry okruhu WTA Tour získala 25letá Ljudmila Samsonovová. Mužskou čtyřhru ovládli Američané Nathaniel Lammons s Jacksonem Withrowem, jež na túře ATP společně ovládli šestý turnaj. Šampionkami ženského debla se staly Estonka Ingrid Neelová s Nizozemkou Bibiane Schoofsovou.

## Rozdělení bodů a finančních odměn

### Rozdělení bodů
| Soutěž       | Soutěž       | vítězové | finalisté | semifinalisté | čtvrtfinalisté | 16 v kole | 32 v kole | Q  | Q2 | Q1 |
| ------------ | ------------ | -------- | --------- | ------------- | -------------- | --------- | --------- | -- | -- | -- |
| dvouhra mužů | [ 2 ] [ 9 ]  | 250      | 165       | 100           | 50             | 25        | 0         | 13 | 7  | 0  |
| čtyřhra mužů | [ 10 ]       | 250      | 150       | 90            | 45             | 0         | —         | —  | —  | —  |
| dvouhra žen  | [ 1 ] [ 11 ] | 250      | 163       | 98            | 54             | 30        | 1         | 18 | 12 | 1  |
| čtyřhra žen  | [ 12 ]       | 250      | 163       | 98            | 54             | 1         | —         | —  | —  | —  |

Vysvětlivky
1. ↑  Nasazení s volným losem do druhého kola v případě prohry neobdrželi žádné body.'"`UNIQ--ref-00000022-QINU`"'

### Finanční odměny
| Soutěž                                | Soutěž       | vítězové  | finalisté | semifinalisté | čtvrtfinalisté | 16 v kole | 32 v kole | Q2      | Q1      |
| ------------------------------------- | ------------ | --------- | --------- | ------------- | -------------- | --------- | --------- | ------- | ------- |
| dvouhra mužů                          | [ 2 ] [ 9 ]  | 104 985 € | 61 235 €  | 36 000 €      | 20 860 €       | 12 110 €  | 7 400 €   | 3 700 € | 2 020 € |
| dvouhra žen                           | [ 1 ] [ 11 ] | 30 650 €  | 18 110 €  | 10 100 €      | 5 750 €        | 3 512 €   | 2 512 €   | 1 860 € | 1 200 € |
| čtyřhra mužů                          | [ 10 ]       | 36 470 €  | 19 510 €  | 11 440 €      | 6 390 €        | 3 770 €   | —         | —       | —       |
| čtyřhra žen                           | [ 12 ]       | 11 150 €  | 6 270 €   | 3 600 €       | 2 150 €        | 1 652 €   | —         | —       | —       |
| částka ve čtyřhrách je uvedena na pár |              |           |           |               |                |           |           |         |         |

## Dvouhra mužů

### Nasazení

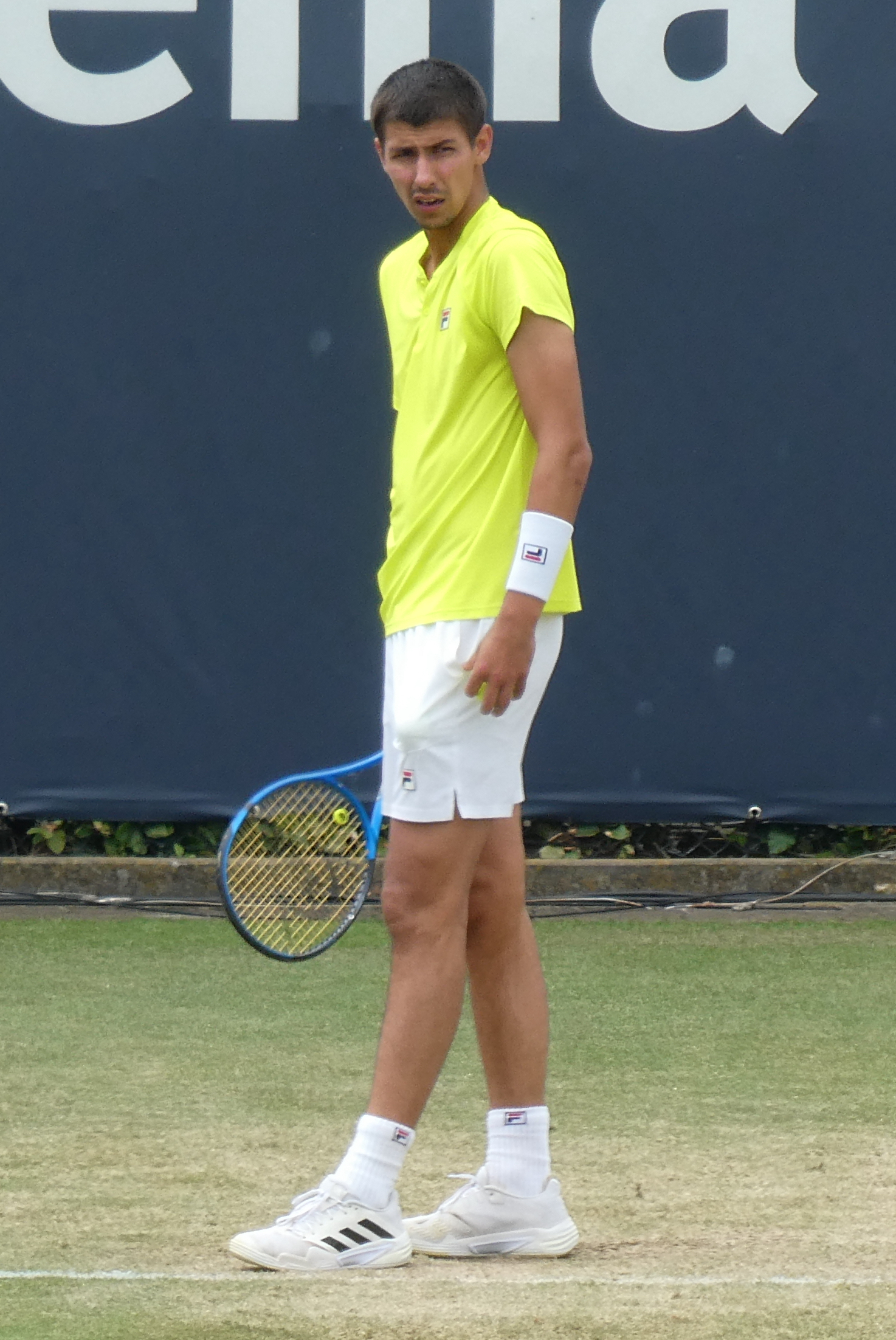
Australan Alexei Popyrin

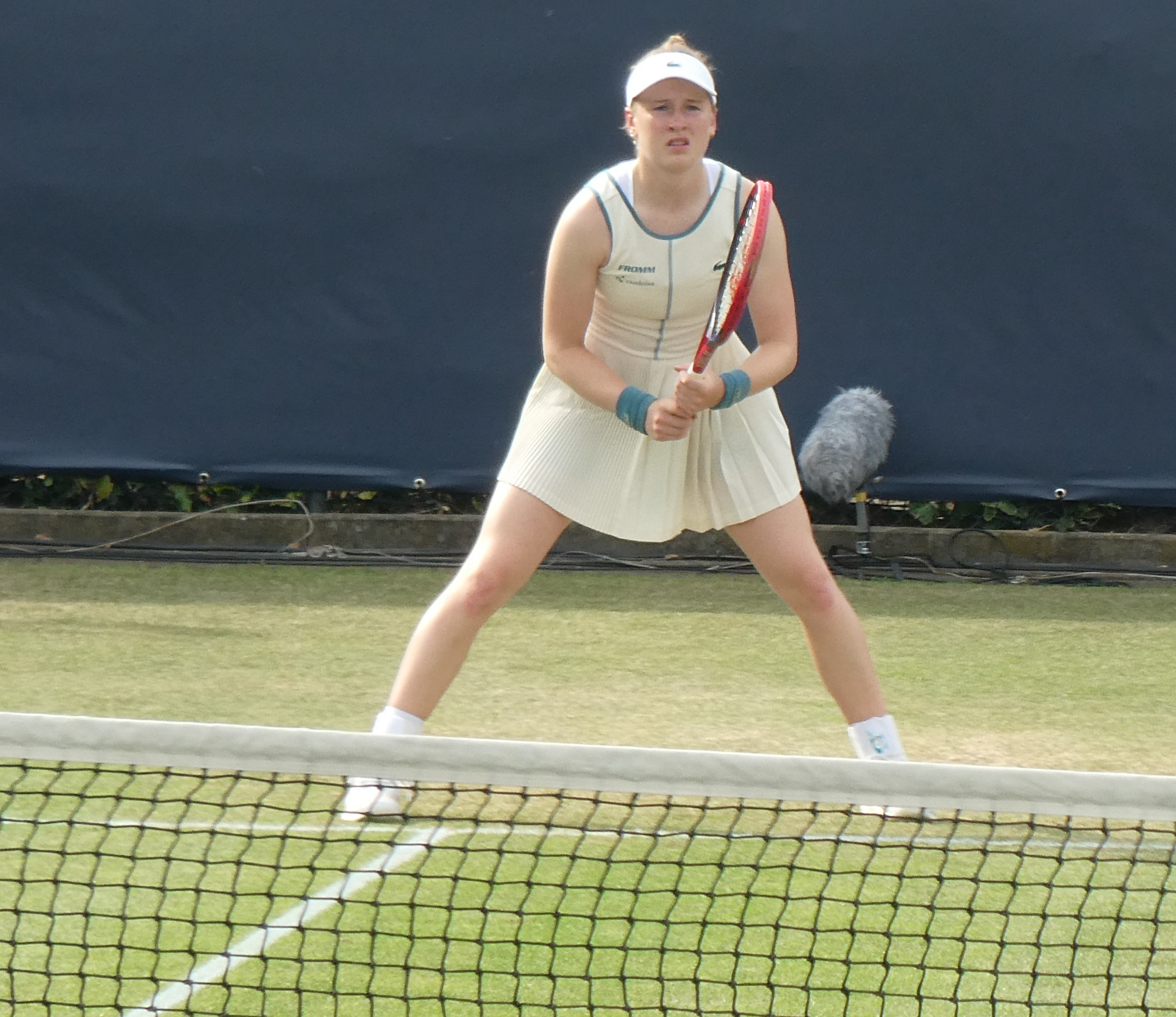
Švýcarka Céline Naefová

| Stát                           | Hráč              | ATP | Nasazení |
| ------------------------------ | ----------------- | --- | -------- |
| Austrálie                      | Alex de Minaur    | 9.  | 1.       |
| USA                            | Tommy Paul        | 12  | 2        |
| Francie                        | Ugo Humbert       | 16. | 3.       |
|                                | Karen Chačanov    | 18. | 4.       |
| Francie                        | Adrian Mannarino  | 22. | 5.       |
| Nizozemsko                     | Tallon Griekspoor | 25. | 6.       |
| USA                            | Sebastian Korda   | 28. | 7.       |
| Austrálie                      | Jordan Thompson   | 36. | 8.       |
| Žebříček ATP k 27. květnu 2024 |                   |     |          |

### Jiné formy účasti
Následující hráči obdrželi divokou kartu do hlavní soutěže:
- David Goffin
- Botic van de Zandschulp
- Tim van Rijthoven

Následující hráč nastoupil pod žebříčkovou ochranou:
- Milos Raonic

Následující hráči postoupili z kvalifikace:
- Gijs Brouwer
- Marc-Andrea Hüsler
- Stefano Napolitano
- Tristan Schoolkate

Následující hráč postoupil z kvalifikace jako šťastný poražený:
- Zizou Bergs

### Odhlášení
před zahájením turnaje
- Félix Auger-Aliassime → nahradil jej  Rinky Hijikata
- Roberto Carballés Baena → nahradil jej  Zizou Bergs
- Pedro Martínez → nahradil jej  Max Purcell
- Daniil Medveděv → nahradil jej  Luca Nardi
- Christopher O'Connell → nahradil jej  Roberto Bautista Agut
- Alexandr Ševčenko → nahradil jej  Aleksandar Vukic

## Mužská čtyřhra

### Nasazení
| Stát                                                                                    | Hráč              | Stát               | Hráč            | ATP | Nasazení |
| --------------------------------------------------------------------------------------- | ----------------- | ------------------ | --------------- | --- | -------- |
| Nizozemsko                                                                              | Wesley Koolhof    | Chorvatsko         | Nikola Mektić   | 31. | 1.       |
| USA                                                                                     | Nathaniel Lammons | USA                | Jackson Withrow | 50. | 2.       |
| Chorvatsko                                                                              | Ivan Dodig        | Spojené království | Henry Patten    | 58. | 3.       |
| Austrálie                                                                               | Max Purcell       | Austrálie          | Jordan Thompson | 69. | 4.       |
| Žebříček ATP k 27. květnu 2024; číslo je součtem žebříčkového postavení obou členů páru |                   |                    |                 |     |          |

### Jiné formy účasti
Následující páry obdržely divokou kartu do hlavní soutěže:
- Tallon Griekspoor /  David Pel
- Rinky Hijikata /  Mackenzie McDonald

Následující pár nastoupil z pozice náhradníka:
- Zizou Bergs /  David Goffin

### Odhlášení
před zahájením turnaje
- Ivan Dodig /  Austin Krajicek → nahradili je  Ivan Dodig /  Henry Patten
- Roberto Carballés Baena /  Pedro Martínez → nahradili je  Zizou Bergs /  David Goffin
- Gonzalo Escobar /  Oleksandr Nedověsov → nahradili je  Sander Arends /  Matwé Middelkoop
- Sander Gillé /  Joran Vliegen → nahradili je  Ryan Seggerman /  Patrik Trhac
- Santiago González /  Robin Haase → nahradili je  Robin Haase /  Skander Mansouri
- Harri Heliövaara /  Henry Patten → nahradili je  Romain Arneodo /  Sam Weissborn
- Hugo Nys /  Jan Zieliński → nahradili je  Evan King /  Reese Stalder
- Rajeev Ram /  Joe Salisbury → nahradili je  Stefano Napolitano /  Luca Nardi

## Ženská dvouhra

### Nasazení
| Stát                           | Hráčka                   | WTA | Nasazení |
| ------------------------------ | ------------------------ | --- | -------- |
| USA                            | Jessica Pegulaová        | 5.  | 1.       |
|                                | Ljudmila Samsonovová     | 17. | 2.       |
|                                | Jekatěrina Alexandrovová | 18. | 3.       |
| Belgie                         | Elise Mertensová         | 27. | 4.       |
|                                | Veronika Kuděrmetovová   | 31. | 5.       |
| Čína                           | Jüan Jüe                 | 36. | 6.       |
| Chorvatsko                     | Donna Vekićová           | 40. | 7.       |
| Polsko                         | Magda Linetteová         | 46. | 8.       |
| Žebříček WTA k 27. květnu 2024 |                          |     |          |

### Jiné formy účasti
Následující hráčky obdržely divokou kartu do hlavní soutěže:
- Bianca Andreescuová
- Suzan Lamensová
- Céline Naefová
- Naomi Ósakaová

Následující hráčka nastoupila pod žebříčkovou ochranou:
- Aleksandra Krunićová
- Alison Van Uytvancková

Následující hráčky postoupily z kvalifikace:
- Dalma Gálfiová
- Elizabeth Mandliková
- Robin Montgomeryová
- Jessika Ponchetová
- Aljaksandra Sasnovičová
- Eva Vedderová

### Odhlášení
před zahájením turnaje
- Marie Bouzková → nahradila ji  Emina Bektasová
- Océane Dodinová → nahradila ji  Jule Niemeierová
- Emma Navarrová → nahradila ji  Rebeka Masárová
- Majar Šarífová → nahradila ji  Alison Van Uytvancková

## Ženská čtyřhra

### Nasazení
| Stát                                                                                    | Hráčka                   | Stát       | Hráčka                 | WTA  | Nasazení |
| --------------------------------------------------------------------------------------- | ------------------------ | ---------- | ---------------------- | ---- | -------- |
| USA                                                                                     | Jessica Pegulaová        | Nizozemsko | Demi Schuursová        | 42.  | 1.       |
| Japonsko                                                                                | Šúko Aojamová            | Indonésie  | Aldila Sutjiadiová     | 57.  | 2.       |
| Japonsko                                                                                | Eri Hozumiová            | Japonsko   | Makoto Ninomijová      | 102. | 3.       |
|                                                                                         | Jekatěrina Alexandrovová |            | Veronika Kuděrmetovová | 105. | 4.       |
| Žebříček WTA k 27. květnu 2024; číslo je součtem žebříčkového postavení obou členů páru |                          |            |                        |      |          |

### Jiné formy účasti
Následující páry obdržely divokou kartu do hlavní soutěže:
- Isabelle Haverlagová /  Michaëlla Krajiceková
- Suzan Lamensová /  Eva Vedderová

Následující pár nastoupil z pozice náhradníka:
- Paj Čuo-süan /  Jüan Jüe

### Odhlášení
před zahájením turnaje
- Jekatěrina Alexandrovová / Veronika Kuděrmetovová → nahradily je  Paj Čuo-süan /  Jüan Jüe

## Přehled finále

### Mužská dvouhra
- Alex de Minaur vs.  Sebastian Korda, 6–2, 6–4

### Ženská dvouhra
- Ljudmila Samsonovová vs.  Bianca Andreescuová 4–6, 6–3, 7–5

### Mužská čtyřhra
- Nathaniel Lammons /  Jackson Withrow vs.  Wesley Koolhof /  Nikola Mektić, 7–6(7–5), 7–6(7–3)

### Ženská čtyřhra
- Ingrid Neelová /  Bibiane Schoofsová vs.  Tereza Mihalíková /  Olivia Nichollsová 7–6(8–6), 6–3